# Chris Thomas
För bluesmusikern, se Chris Thomas King.
Christopher "Chris" Thomas, född 13 januari 1947 i Brentford i Hounslow i London, är en brittisk musikproducent. Han har samarbetat med artister som The Beatles, Pink Floyd, Sex Pistols, Roxy Music, The Pretenders, Elton John och U2.